# 米南德
米南德（希臘語：Μένανδρος，羅馬化：Menandros，前342年—前291年），古希腊剧作家，被认为是古希腊新喜剧的代表，其剧本多以爱情故事和家庭生活为主题，塑造出性格丰富的人物形象，提倡人与人之间互相真诚宽容相待的社会道德，其代表作有《古怪人》和《公断》。中世纪起，米南德的剧本逐渐散佚失传，只保留下一些片断和箴言，直到20世纪才被重新发现。

## 生平与创作
米南德生于雅典，家境富裕。父亲可能是狄摩西尼曾为之辩护的希腊将军狄欧皮赛斯，中期喜剧诗人阿莱克西斯是他的叔父，曾教过他写戏。米南德曾和伊壁鸠鲁一起服过兵役，并一起在逍遥学派代表泰奥弗拉斯托斯主持的吕克昂学园学习过<rp|page=2>，熟悉亚里士多德和泰奥弗拉斯托斯的戏剧理论。
米南德从前321年开始创作剧本，其《愤怒》曾在戏剧比赛中上演。前316年他的《古怪人》在勒奈亚节的戏剧比赛中获奖。次年又在酒神节的比赛中得奖。在米南德三十年的创作生涯中，他共写了约108个剧本，曾在勒奈亚节获奖八次，这在当时并不多，说明米南德的喜剧并不很受当时民众欢迎:19-20。米南德同时代的最大对手是腓勒蒙，后者的喜剧更受雅典民众欢迎。但是米南德坚信他比后者更优秀，按照格利乌斯在《阿提卡之夜》中的说法，米南德曾问腓勒蒙“难道你不为战胜我而羞耻吗？”
公元前307年，米南德的朋友雅典僭主法勒魯姆的德米特里被流放，马其顿人德米特里执政。米南德也受到审判，他的喜剧一度被拒绝上演，不过在他的剧本中并没有专门描写这一政治事件。埃及统治者托勒密一世曾资助他，并希望他来亚历山大里亚居住写作，但是米南德宁可留在比雷埃夫斯在情人格吕克拉的陪伴下过独立的生活，他拒绝了托勒密一世的邀请。他和情人的亲密关系也成了后世作家的创作主题，曾虚拟两人之间的通信:3。按照奥维德在《ibis》里的说法，米南德是在游泳时溺死的，雅典人之后将他埋葬在通向雅典的大路上

## 评价与流传

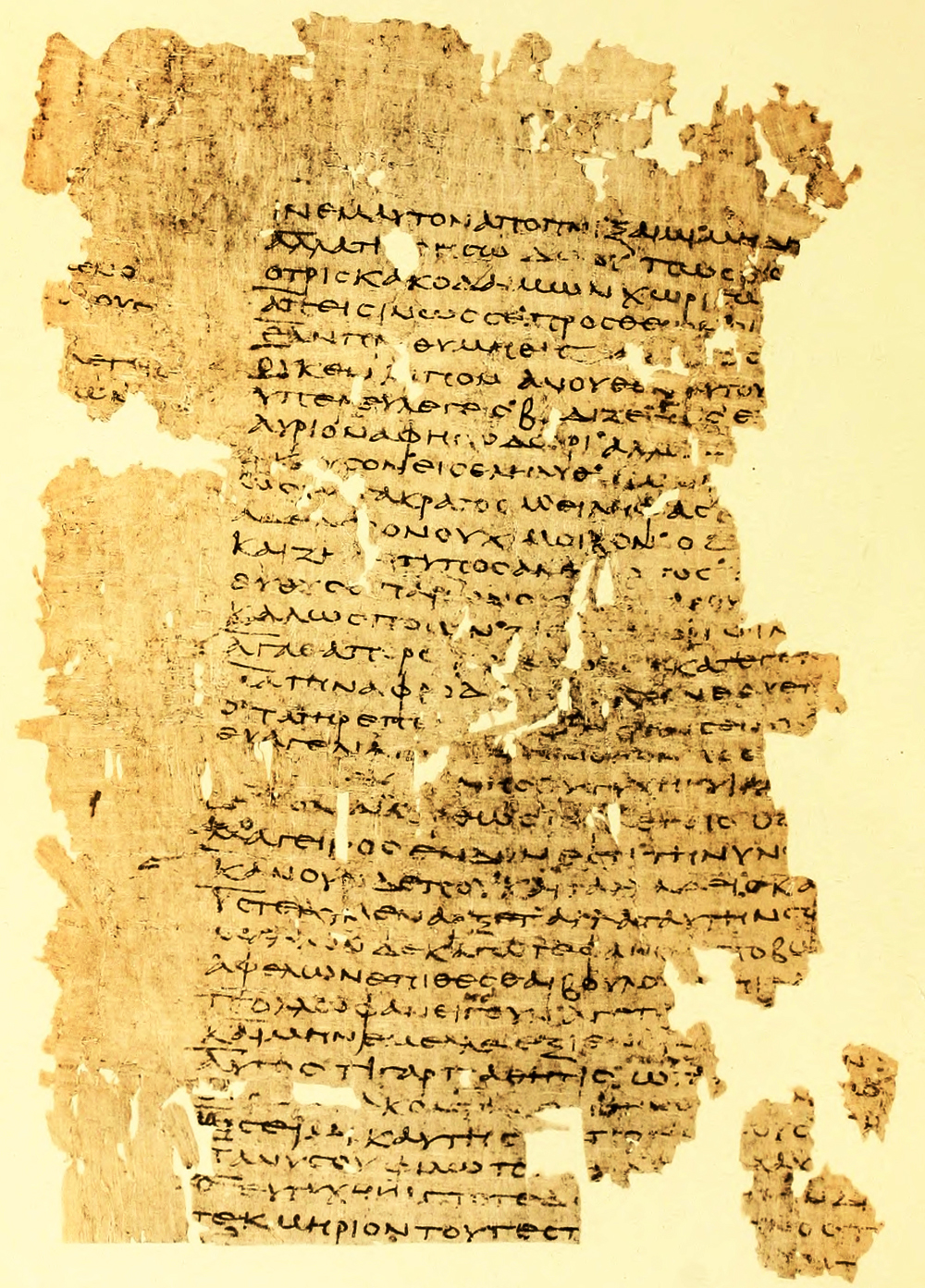
《割发》的残片，约为公元1世纪到2世纪

生前不太受欢迎的米南德不断受到后世作家如琉善等人的赞赏。昆提利安称米南德为“人生的镜子”，普鲁塔克在《道德论集》中曾比较米南德和早期希腊喜剧的代表阿里斯托芬，对米南德赞赏有加，他写道：“米南德吸引了所有的人，人们可以在剧场里、交谈中、宴会时，聆听他、阅读他、背诵他，在剧场里欣赏演出，这些都能给所有的人带来享受。”并认为凯撒的那句名言“Alea iacta est”（骰子已然掷出）就是来自于米南德的喜剧。普劳图斯和泰伦提乌斯十分崇敬米南德，并将米南德的作品改编成自己的作品。
公元八世纪以后，米南德所著的剧本逐渐失传，但剧本中的部分称引和台词却以《米南德箴言》的形式流传甚广。按照11世纪作家米海爾·普塞洛斯的说法，米南德的剧本在当时只有二十四个可以读到了。11世纪之后，米南德的剧本很少见于记载，研究者只能完全根据《米南德箴言》和受他影响的泰伦提乌斯剧作的风格来推断米南德的风格。直到20世纪初，这种情况才发生改变:4-5。
1905年法国学者古斯塔夫·勒费尔在埃及内陆发掘一座拜占庭人房屋时，发现了一间存有希腊抄本的房间，其中不少莎草纸上记录的是米南德的剧本。1907年勒费尔将共一千五百行的残诗发表，包括《公断》、《萨摩斯女子》、《割发》的一部分。1950年代瑞士收藏家马丁·波德梅尔购入了一些抄本，整理后发现其中有米南德的完整喜剧《古怪人》，这也是米南德目前传世的唯一完整剧本。2013年，通过研究一份九世纪的重写羊皮纸手稿，研究者发现这份羊皮纸原来是一份四世纪的希腊抄本，其中包括了米南德《古怪人》的一部分和其他一部喜剧中的200行.
在古希腊喜剧作家中，只有阿里斯托芬和米南德有完整作品传世，但两人喜剧的题材和表现形式都不同，研究者就此将古希腊喜剧分为阿里斯托芬所代表的早期和米南德所代表的晚期，以及两人之间的中期。早期喜剧倾向于在自己的作品里发表对当时政治事件和社会风气的看法，技巧多用讽刺与插科打诨。但在米南德生活的时代，雅典的政治风气已经不如以前那样自由，已经禁止喜剧讽刺个人。他的喜剧主要以爱情故事和家庭关系为题材，提倡平等、宽大、仁慈的社会道德。他擅长创造性格复杂的人物，突破了很多喜剧的旧模式。两者的喜剧的另一个重要区别是歌队的作用，歌队在早期喜剧中是重要参与者，推动着情节的发展，而到了米南德的喜剧中，歌队只是一种形式，起到分幕的作用:13

## 主要作品

### 大部分保存的剧本

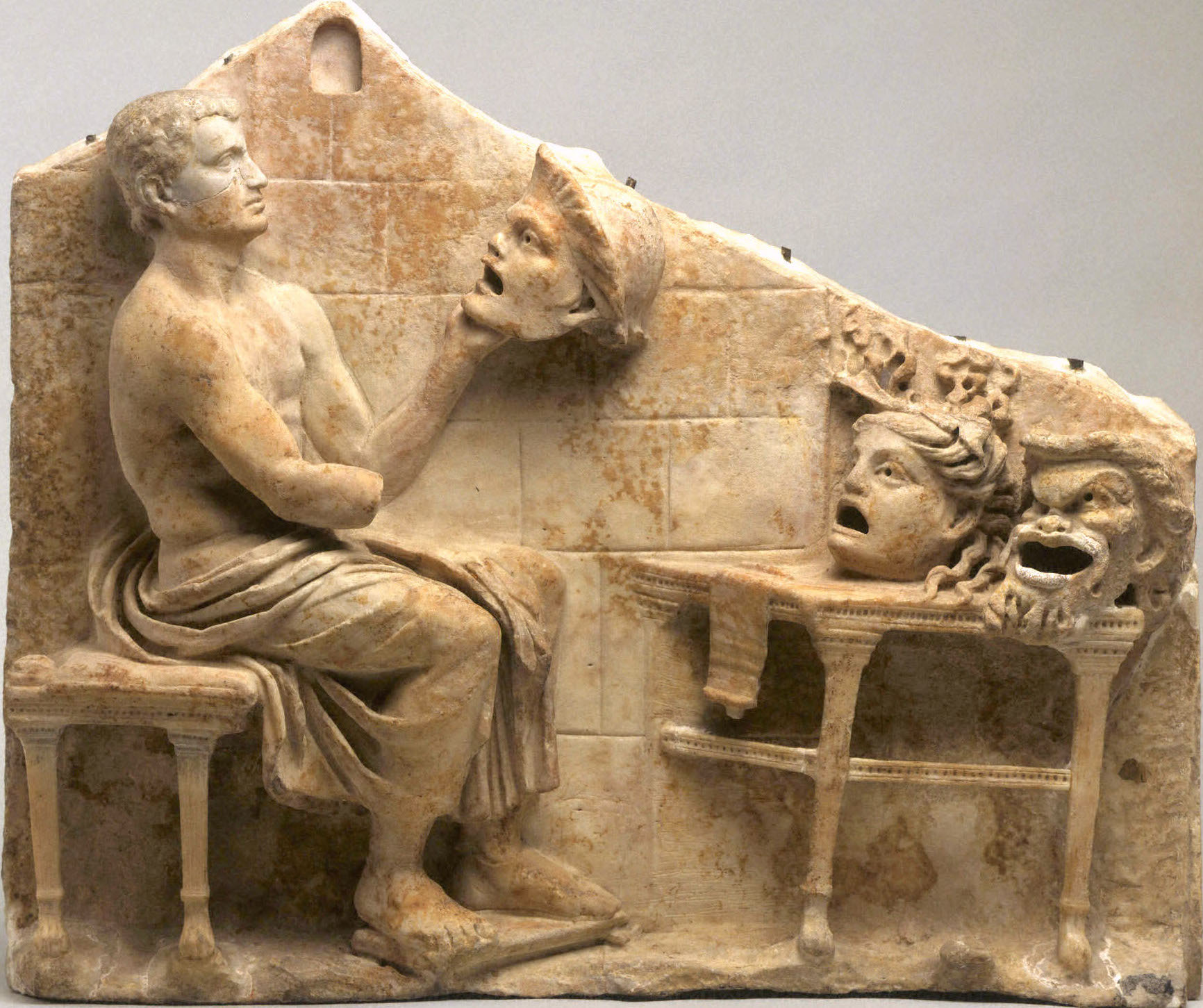
米南德手拿喜剧中人物所戴面具的雕塑

- 《盾牌》（Ἀσπίς），保留有大约五百余行，无结尾。
- 《古怪人》（Δύσκολος），现存唯一完整剧本，有近千行。主人公克涅蒙是个内心忧郁、性情孤僻的老人，认为世人皆自私自利，由此对于所有人产生厌恶感，故又名《恨世者》。年青的贵族子弟索斯特拉托斯喜欢克涅蒙的女儿，他感动了姑娘的兄长戈尔吉阿斯。戈尔吉阿斯安排索斯特拉托斯到克涅蒙田里干活，希望可以打动父亲，父亲却没有来田里。最后克涅蒙落井被索斯特拉托斯救起，体会到了人类之间的真诚关心[4]:8-18。
- 《公断》（Επιτρέποντες），推测约有一千二百行，现存八百余行。主人公卡里西奥斯得知妻子潘菲勒于婚后五个月生了一个孩子，愤而离家，包下一个名叫哈布托农的竖琴女，却又没有和她发生关系。有一个名叫达奥斯的牧羊人拾到一个婴儿，送给一个名叫叙里斯科斯的烧炭人，叙里斯科斯得到的证物中有一戒指。哈布托农弄到这枚戒指，发现婴儿的父亲是卡里西奥斯。原来卡里西奥斯曾在几个月前和一个女子有私情，并把这只戒指赠给她。最终夫妇二人复归和好[13]。
- 《割髮》（Περικειρομένη），存有约四百五十行，推测全长约一千一百行。军人波勒蒙供养着少女格吕克拉，但格吕克拉一直没有屈服于军人，这让波勒蒙非常失望，但一直忍耐着。他见到格吕克拉拥抱一年轻男子，粗暴地惩罚她，剃掉了她的头发，但也后悔自己的粗暴，希望和对方和好，最后才发现是一场误会[4]:8-18。
- 《萨摩斯女子》（Η Σαμία），仅缺少一百余行，仅次于《古怪人》。一个名叫摩斯基昂的年轻人和邻家女佛兰贡生了一个儿子。婴儿被交给摩斯基昂的养父的情妇克律西斯喂养。养父旅行归来，误认为婴儿是摩斯基昂和克律西斯的儿子，就把后者赶出家门。佛兰贡的父亲尼克拉托斯告诉德墨阿斯，自己女儿生了一个儿子，德墨阿斯听了，感到欣慰。尼克拉托斯后来得知摩斯基昂是孩子的父亲。于是双方家长为他们举行婚礼[13]。
- 《西库昂人》，约有千余行，前半部缺损严重，后半部分存世。

### 部分保存的剧本
- 《农夫》
- 《双重欺骗》
- 《赫罗斯》
- 《神灵凭附的女子》
- 《迦太基人》
- 《竖琴女》
- 《献媚的人》
- 《喝毒芹汁的女子》
- 《硫卡斯岛女子》
- 《受憎恶的人》
- 《佩林托斯女子》
- 《共进早餐的女子》
- 《幻影》